# Isole Shetland Meridionali

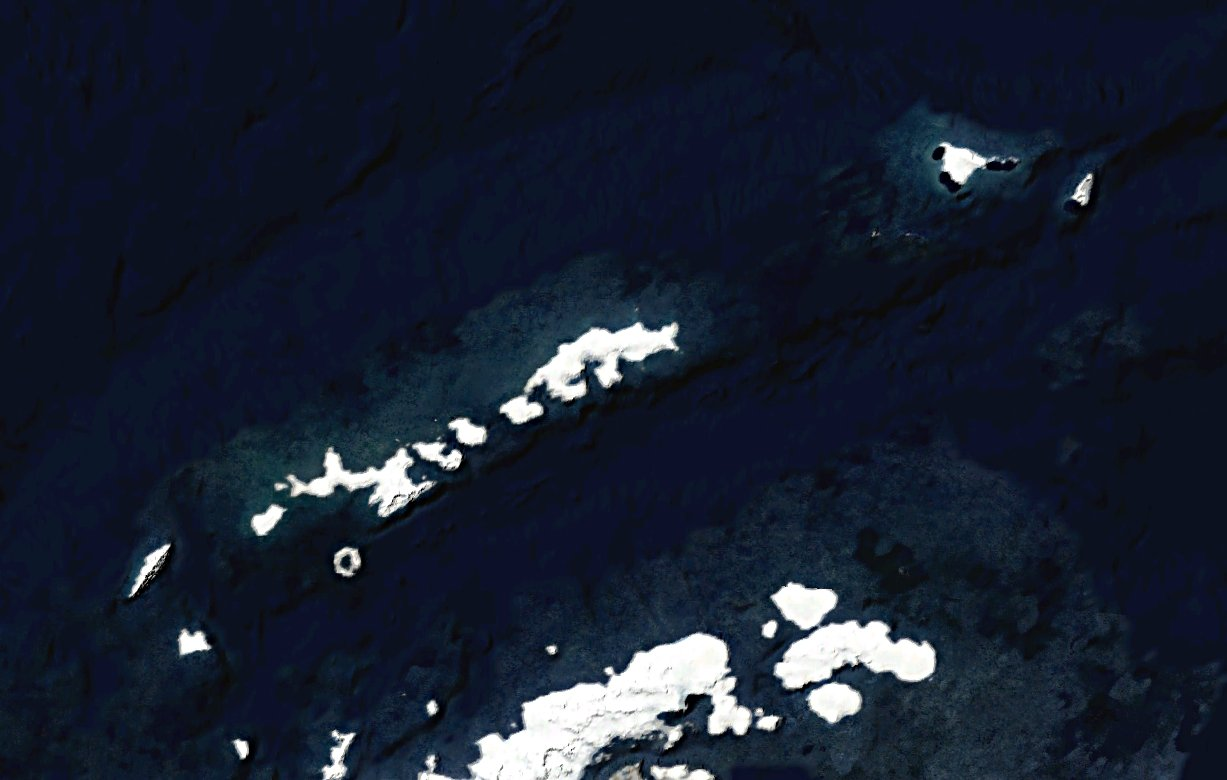

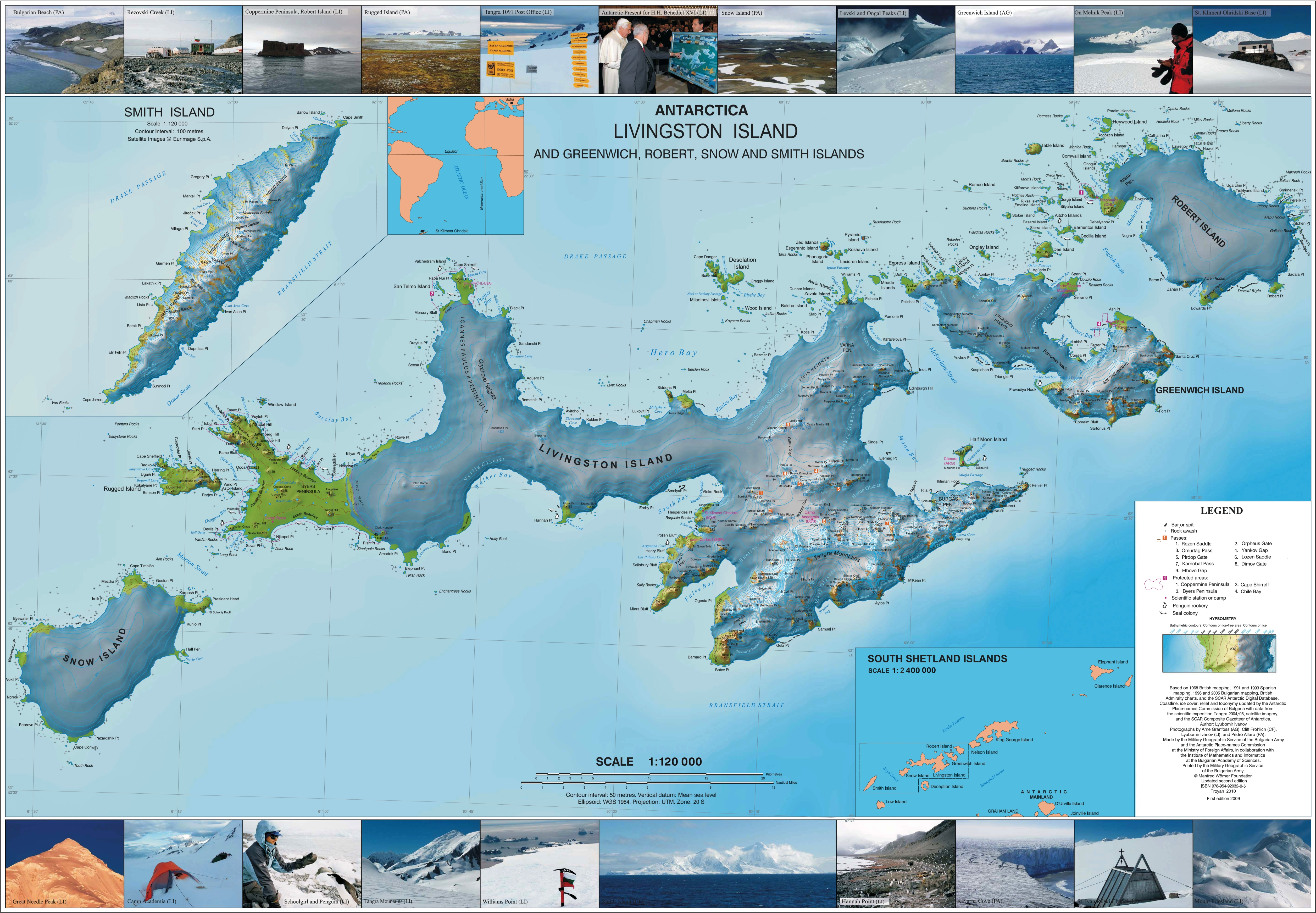
Mappa topografica delle Isole Shetland Meridionali

Le Isole Shetland Meridionali sono un arcipelago dell'Oceano antartico, situato a circa 120 km dalla Penisola Antartica, in una regione compresa tra 61° 00' e 63° 37' Sud, e tra 53° 83' e 62° 83' Ovest.

## Descrizione
Le Shetland Meridionali consistono in 11 isole principali e diverse isole minori, per un totale di 3.687 km² di superficie. Tra l'80 e il 90% del territorio è coperto da ghiacciai. Il punto più elevato è il Monte Irving sull'Isola Clarence, alto 1.950 metri s.l.m.
Secondo la versione ufficiale le isole vennero "scoperte" dall'esploratore britannico William Smith il 19 febbraio 1819 e reclamate in nome di Re Giorgio III del Regno Unito. Lo sbarco sulle isole venne effettuato sulla più grande delle Shetland Meridionali, l'Isola di re Giorgio sempre da William Smith, il 16 ottobre dello stesso anno.
Le isole vengono tuttavia reclamate anche da Argentina e Cile. Sembra che nel 1818, precedentemente dunque allo sbarco dello Smith, Juan Pedro de Aguirre, avesse chiesto permessi al governo argentino, che dava concessioni di caccia e pesca nel territorio antartico, e operasse con la nave Espíritu Santo facendo base sull'isola Decepción, il cui nome resta tuttora in una piccola isola dell'arcipelago.
La caccia alle foche e alle balene si è svolta sulle isole nel XIX e all'inizio del XX secolo, ma le isole sono state abitate solo dal momento dell'installazione di una stazione scientifica di ricerca nel 1944. Una minima parte di turismo specializzato vi si svolge durante l'estate. Da nord a sud, le isole delle Shetland Meridionali che possiedono un nome sono:

### Isole
- Isola Cornwallis (minore)
- Isola Elephant
- Isola Clarence
- Isola Rowett (minore)
- Isola Gibbs
- Isola di re Giorgio (la più estesa)
- Isola Bridgeman (minore)
- Isola Penguin (minore - una delle molte Isole Penguin della regione antartica)
- Isola Nelson
- Isola Robert
- Isola Greenwich
- Isola Half Moon (minore)
- Isola Livingston
- Isola Rugged (minore - una delle tante della regione antartica)
- Isola Snow (una delle tante della regione antartica)
- Isola Smith
- Isola Deception
- Isola Low

Le Isole Aitcho, un gruppo di piccole isole nell'entrata nord dello Stretto Inglese (fra le isole Robert e Greenwich), appartengono alle Shetland Meridionali.

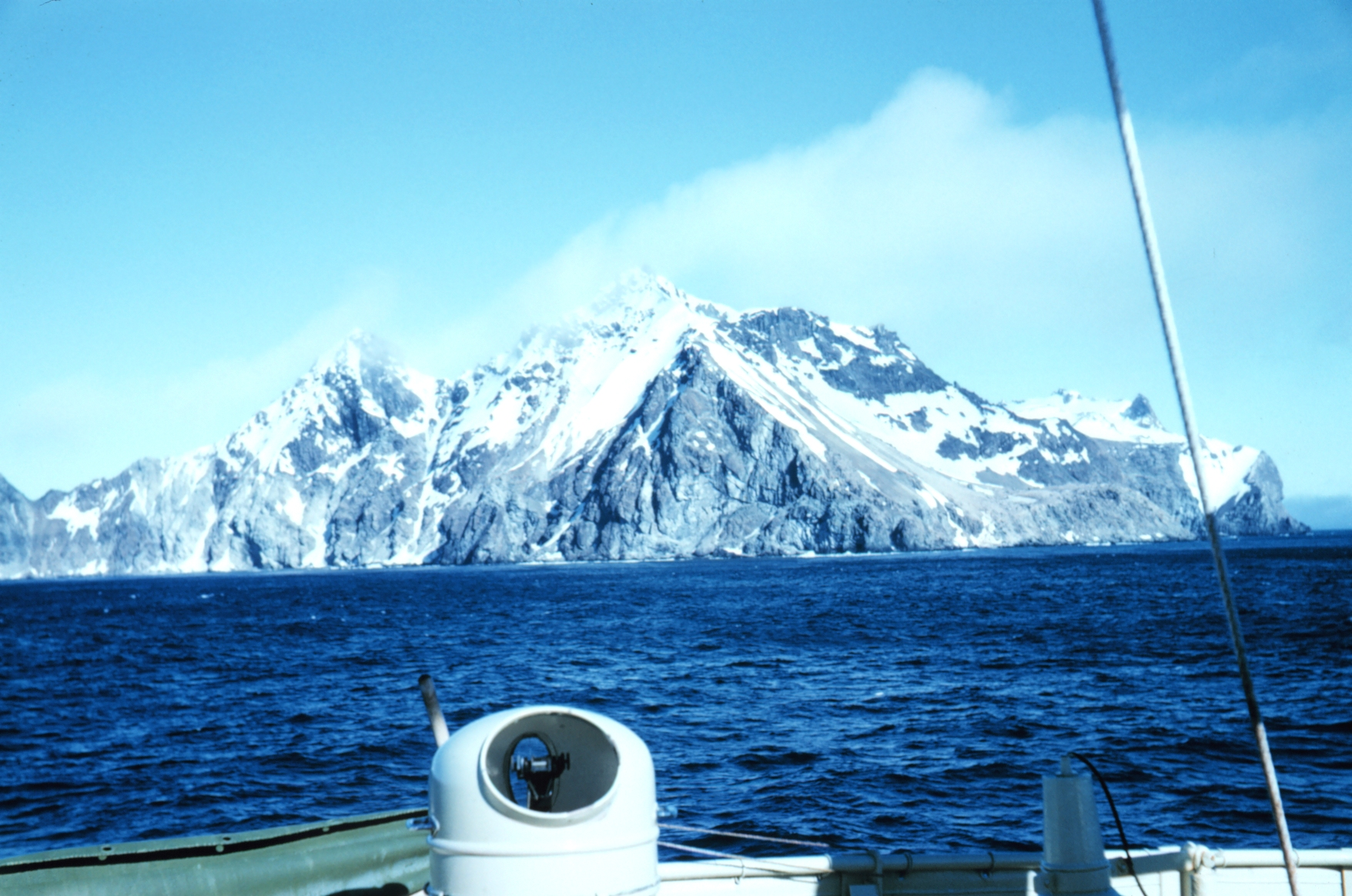
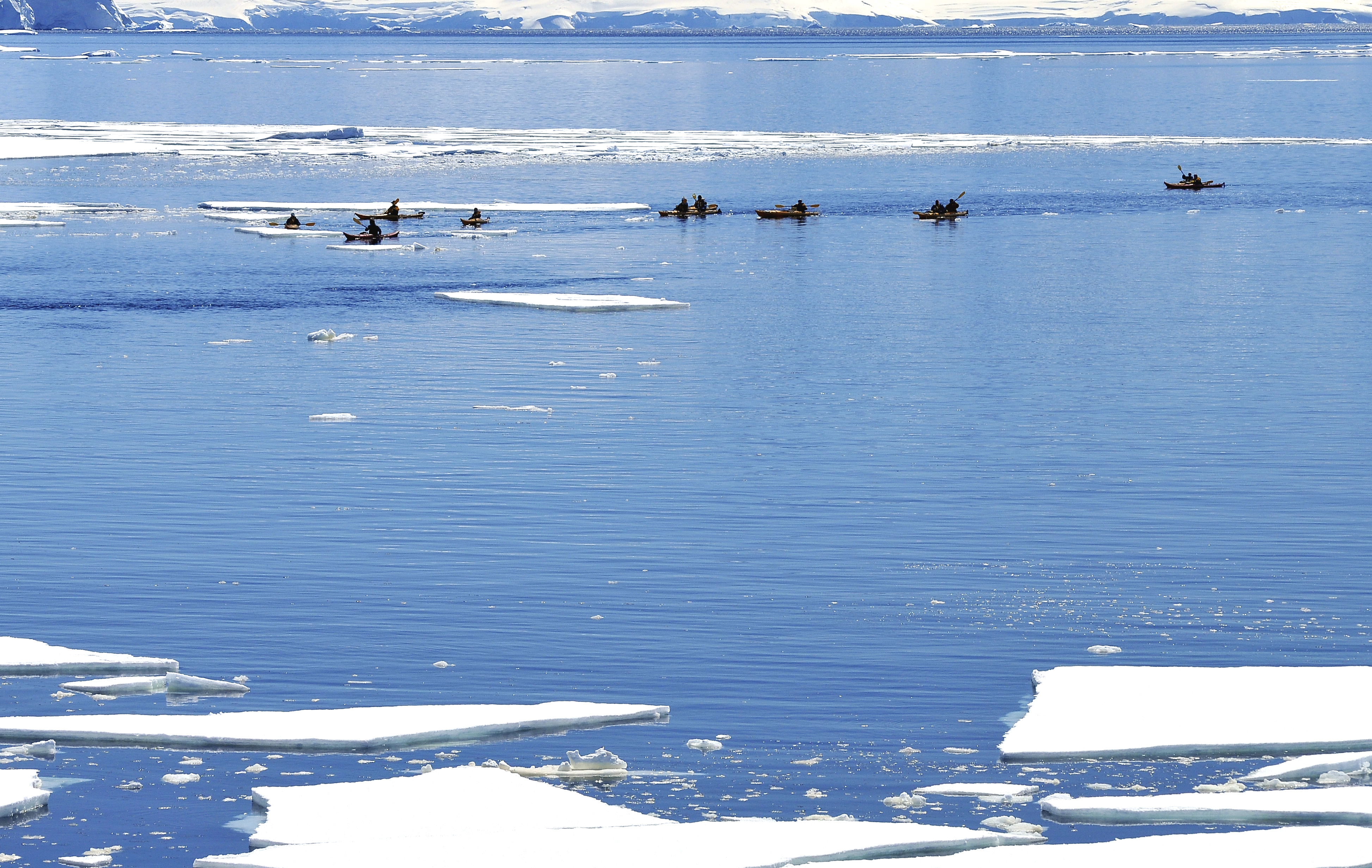
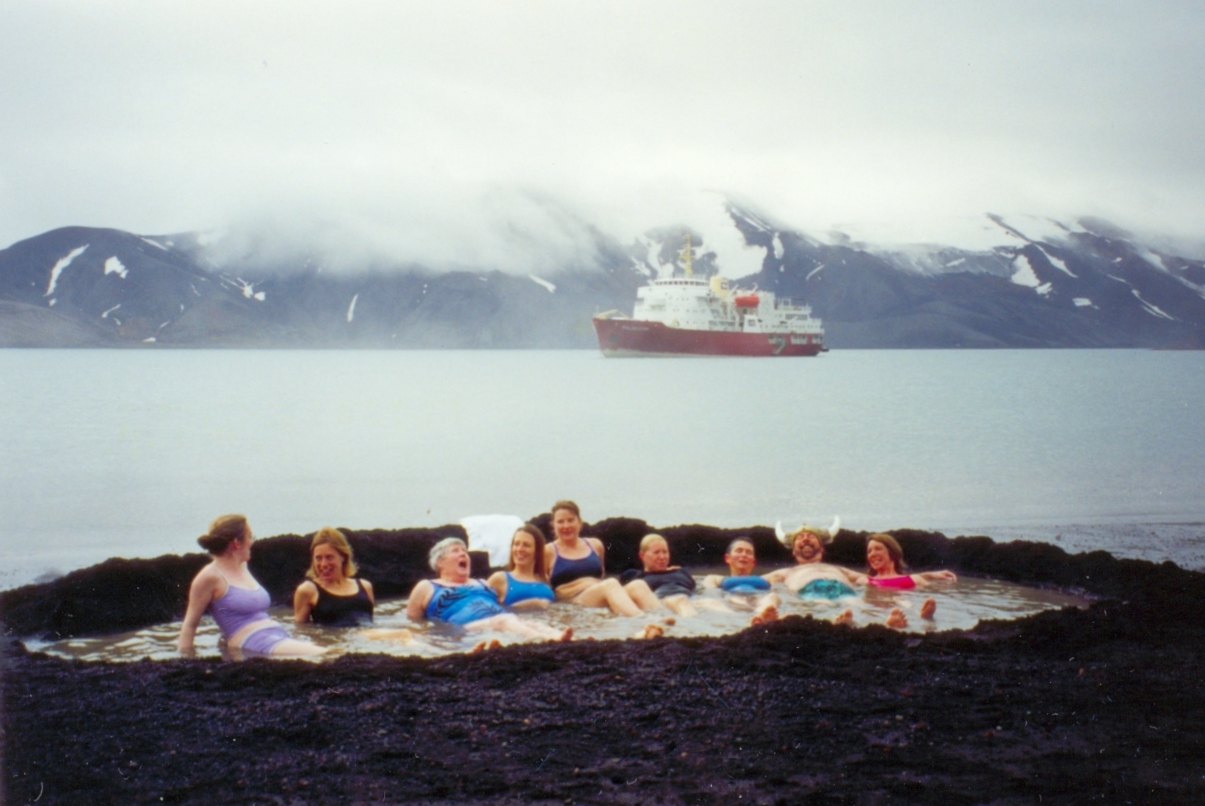
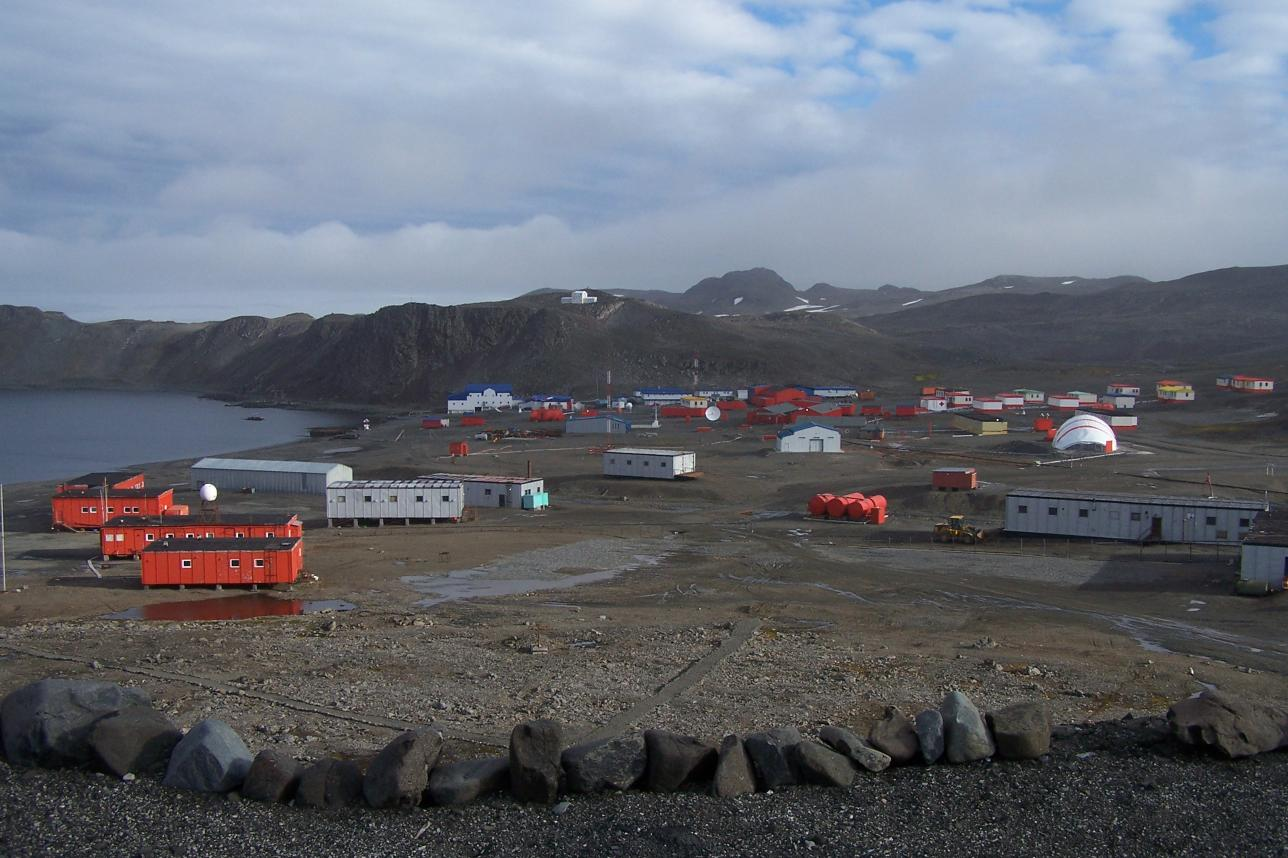

## Mappa
- L.L. Ivanov. Antarctica: Livingston Island and Greenwich, Robert, Snow and Smith Islands. Scale 1:120000 topographic map. Troyan: Manfred Wörner Foundation, 2009. ISBN 978-954-92032-6-4